# Rosa

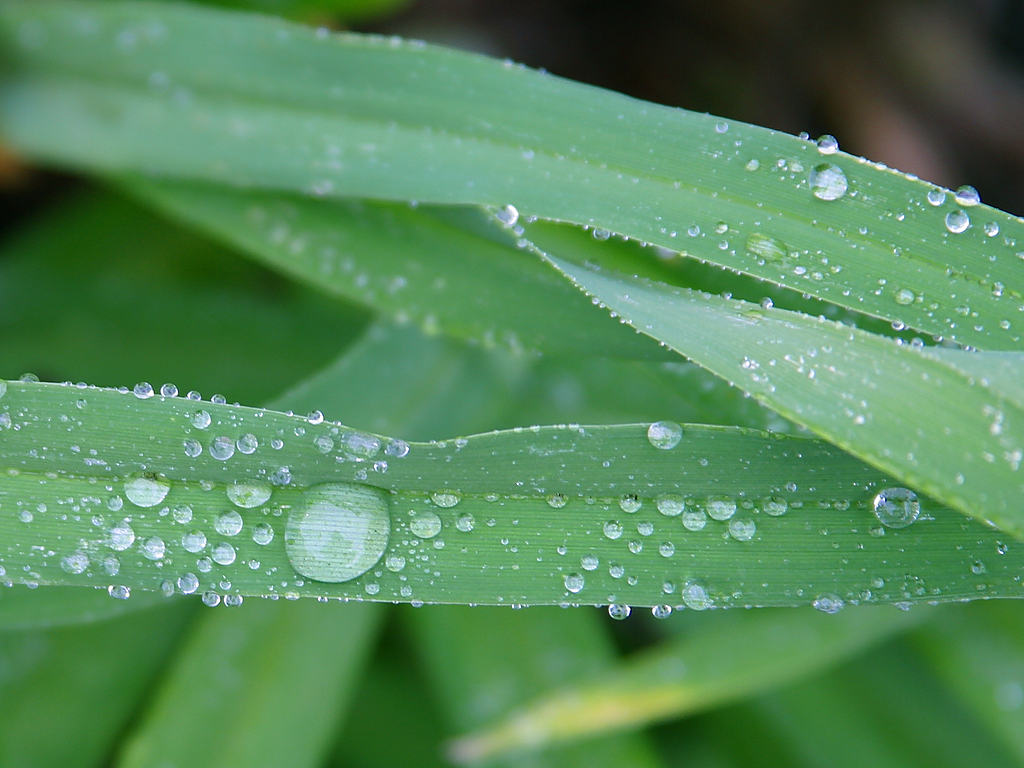
Rosa na listech trávy

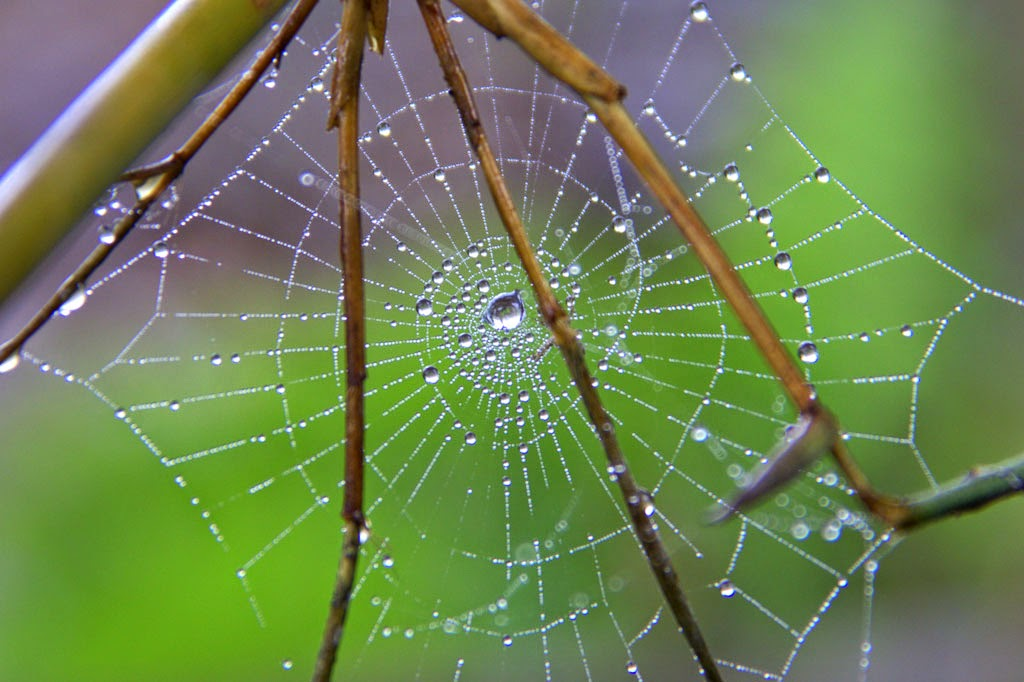
Rosa na pavučině

Rosa je jednou z forem vodních srážek. Jsou to malé vodní kapky, které se objevují na povrchu předmětu ráno nebo večer.
Rosa vzniká tehdy, pokud je teplota povrchu nějakého předmětu nižší, než je rosný bod okolního vzduchu. Vodní pára se tak začne srážet v podobě kapek na povrchu chladného předmětu. K tomuto jevu často dochází při radiačním ochlazování zemského povrchu za jasných, bezvětrných nocí. Velmi intenzivně se radiačně ochlazují především kovy, listy rostlin nebo sklo. Pomalu se ochlazuje např. suchá tráva a suché dřevo.
Největší množství rosy se tvoří ve vlhkém vzduchu při vysoké teplotě rosného bodu.
V Česku ale ani v takovém případě nepřekročí úhrnné množství srážek cca 0,5 mm. V tropech může rosa přinést více než 2 mm srážek.
V zimě, při teplotách pod bodem mrazu, vzniká při ochlazování zemského povrchu jinovatka.